# HQ-64
Die HQ-64 (chinesisch 紅旗-64 / 红旗-64, Pinyin Hóng Qí-64, auf Deutsch: Rote Fahne -64, andere Bezeichnungen: LY-60, FD-60) ist ein in der Volksrepublik China entwickeltes Kurz-/Mittelstrecken-Flugabwehrraketensystem mit Feststoff-Antrieb und radargestützter Zielerfassung. Das System dient zur Abwehr von Kampfflugzeugen, Kampfhubschraubern sowie Marschflugkörpern und wurde in den 1990er-Jahren entwickelt. Technologisch basiert dieses System auf den italienischen Aspide-Flugkörpern, die in den 1980er-Jahren, noch vor dem Tian’anmen-Massaker, in die VR China exportiert wurden.

## Nutzer
- Volksrepublik China
- Äthiopien: Eine Batterie im Jahr 2013 erhalten.[4]
- Pakistan: Mehrere LY-80 erhalten[5]